# 1321년 나환자 공포

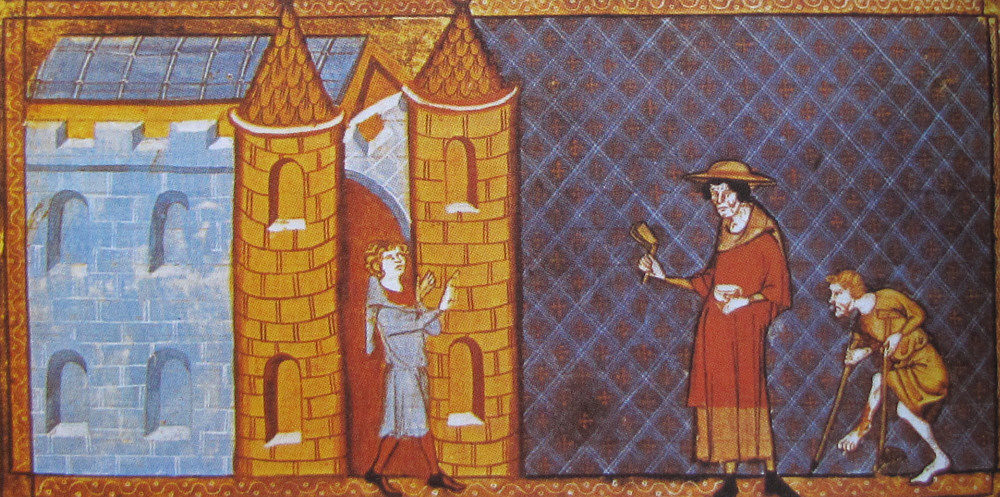
도시 성문으로의 진입을 거부 당하는 나환자들.

1321년 나환자 공포(1321 leper scare) 또는 나환자음모사건(lepers' plot)은 서기 1321년 프랑스에서 나병 환자들이 우물을 오염시켜 자신들의 병을 퍼뜨리려 한다는 소문이 돌았던 사건이다. 그러나 이는 나병환자를 고문하여 강제로 자백을 받아낸 것이었다. 미국의 역사학자인 솔로몬 그레이젤(Solomon Grayzel)에 따르면, 나환자들은 중세에 가장 박해받던 사람들 중 하나로서, 나병이 전염성이 낮다는 것을 모르던 시대의 나환자들은 인간 거주지에서 내쫓겨 광야에서 들짐승과 같은 생활을 해야 했으며 환자의 재산은 몰수되었다. 또한 이 나환자들의 배후 조종을 한 것이 유대인과 무슬림들이라는 소문도 퍼져서 사람들은 유대인들과 나환자촌을 공격(포그롬)했다. 이 집단 히스테리는 가라앉지 않고 주변 지역으로 빠르게 퍼져나갔고, 특히 아라곤 왕국에서 심각했다. 그러나 이러한 주장은 과장된 것이며 나병 환자가 지역사회 내에서 생활했으며, 자선 기부금 등의 지원을 받으며 생활했다는 반대 입장 또한 존재한다.

## 같이 보기
- 나병의 역사 (History of leprosy)